# Lincoln (album)
Lincoln è il secondo album dei They Might Be Giants, che prende il nome dalla città in cui fu registrato. Contiene Ana Ng, una famosa traccia del duo.
Questo album ha venduto un numero considerevole di copie, ha superato la vendita di un famoso disco degli U2. La prima traccia, Ana Ng, è la 89° hit del Regno Unito.

## Tracce
1. Ana Ng
2. Cowtown
3. Lie Still, Little Bottle
4. Purple Toupee
5. Cage & Aquarium
6. Where Your Eyes Don't Go
7. Piece of Dirt
8. Mr. Me
9. Pencil Rain
10. The World's Address
11. I've Got a Match
12. Santa's Beard
13. You'll Miss Me
14. They'll Need a Crane
15. Shoehorn with Teeth
16. Stand on your Own Head
17. Snowball in Hell
18. Kiss Me, Son of God